# سوسک‌های شنی
سوسک‌های شنی (نام علمی: Polyphagidae) نام یک تیره از راسته سوسک است.